# Rada Dwunastu
Rada Dwunastu (wł. Consiglio dei XII) – najwyższy organ władzy sądowniczej w republice San Marino. Składa się z dwunastu sędziów powoływanych przez jednoizbowy parlament - Wielką Radę Generalną, na okres  pokrywający się z jej kadencją (5 lat). Dodatkowo w skład Rady wchodzą również dwaj inspektorzy rządowi, reprezentujący państwo w kwestiach finansowych i majątkowych. Radą kierują kapitanowie regenci, lecz prawo głosu przysługuje im jedynie gdy są wybranymi członkami Rady.

## Funkcje
Rada Dwunastu pełni rolę:
- Sąd najwyższej instancji m.in. w sprawach cywilnych i karnych
- Organ administracji publicznej, który wydaje zezwolenia na nabycie przez cudzoziemców praw z nieruchomości znajdujących się na terytorium Republiki oraz rozpatruje wnioski o pomoc prawną.